# Teoria de grups

El popular cub de Rubik inventat l'any 1974 per Ernő Rubik ha estat utilitzat com a il·lustració dels grups de permutacions.

En aquest article es desenvoluparà un enfocament tècnic de la teoria de grups, per una introducció planera vegeu: Introducció a la teoria de grups
La teoria de grups dins la matemàtica estudia les propietats dels grups, i com classificar-los.
Un grup matemàtic és un magma (un parell {\displaystyle (G,*)}), on G és un conjunt no buit i * una llei de composició interna, això és {\displaystyle *:G\times G\to G}, que verifica:
1. {\displaystyle a*(b*c)=(a*b)*c,\forall a,b,c\in G} (associativitat)
2. {\displaystyle \exists 1\in A:1*a=a*1=a} (element neutre)
3. {\displaystyle \forall a\in A\quad \exists a^{-1}\in A:a*a^{-1}=a^{-1}*a=1} (element invers)

En altres paraules, un grup és un conjunt amb una operació binària associativa, tancada, que té element neutre i inversos.
Un grup on es verifiqui {\displaystyle a*b=b*a} per a qualsevol parell d'elements {\displaystyle a,b} en {\displaystyle G} s'anomena abelià o commutatiu.
Exemples:
- {\displaystyle (\mathbb {R} ,+)} és un grup abelià. ℝ és el conjunt dels nombres reals i + la suma usual.
- {\displaystyle (\mathbb {R} -\{0\},\cdot )} és grup abelià. (cal remarcar que el zero no té invers multiplicatiu, per això se l'exclou).
- {\displaystyle (\mathbb {Z} /n\mathbb {Z} ,+)} és grup, on ℤ/nℤ és el conjunt de residus mòdul n.

S'anomena ordre d'un grup G a la cardinalitat de G. Un grup es diu grup finit o grup infinit si el conjunt és finit o infinit. En l'exemple citat, els formats amb ℝ són infinits i el format amb ℤ/nℤ és finit. La classificació dels grups simples finits és un dels grans avenços matemàtics del segle xx.
Els grups són els blocs per construir estructures algebraiques més elaborades tals com anells, cossos, espais vectorials, etc. i són recurrents a les matemàtiques. La teoria de grups té moltes aplicacions en química i física i és potencialment aplicable a qualsevol problema caracteritzat per la seva simetria.
Les beceroles de la història de la teoria de grups daten del segle xix. Una de les gestes matemàtiques més rellevants del segle XX va ser l'esforç col·laboratiu, que va omplir més de 10,000 pàgines d'articles publicats principalment entre l'any 1960 i el 2004, que va culminar en una classificació de grups simples finits completa.

## Història
La teoria de grups té tres fonts històriques principals: la teoria de nombres, la teoria d'equacions algebraiques, i la geometria. La branca de teoria de nombres l'encetava Leonhard Euler, i es desenvolupava en el treball de Gauss sobre aritmètica modular i grups multiplicatius i additius relacionats amb cossos quadràtics. Els primers resultats sobre permutacions els obtenien Lagrange, Ruffini, i Abel en el seu treball de cerca de solucions generals d'equacions polinòmiques de grau superior. Évariste Galois encunyava el terme "grup" i establia una connexió, ara coneguda com a teoria de Galois, entre la naixent teoria de grups i la Teoria de cossos. En geometria, els grups inicialment es varen considerar importants en geometria projectiva i, més tard, en geometria no euclidiana. El programa d'Erlangen de Felix Klein feia la famosa proclama que la teoria de grup és el principi organitzatiu de la geometria.
Galois, durant els anys 1830, va ser el primer a fer servir grups per determinar la resolubilitat d'equacions polinòmiques. Arthur Cayley i Augustin Louis Cauchy duien aquestes investigacions més lluny creant la teoria de grups de permutacions. La segona font històrica per a grups prové de situacions geomètriques. En un intent d'arribar a lligar geometries possibles (com la geometria euclidiana, la geometria hiperbòlica o la geometria projectiva) fent servir la teoria de grups, Felix Klein iniciava el programa d'Erlangen. Sophus Lie, el 1884, començava a fer servir grups (ara anomenats Grups de Lie relacionats amb problemes analítics. En tercer lloc, els grups eren, (primer implícitament i més tard explícitament) utilitzats en la teoria de nombres algebraics.
El diferents abast d'aquestes primeres fonts ocasionava idees diferents de grups. La teoria de grups es va comenar a unificar al voltant de 1880. Des de llavors, l'impacte de la teoria de grups ha estat sempre creixent, causant al naixement d'àlgebra abstracta a començaments del segle xx, la teoria de la representació, i molts més camps influents. La classificació dels grups simples finits és un cos vast de treball des de meitats del segle xx, dedicat a la classificació de tots els grups simples finits.
Altres importants matemàtics en aquest camp inclouen a Cayley, Emil Artin, Emmy Noether, Sylow entre molts altres. Va ser Walter von Dick qui en 1882, va donar la moderna definició de grup.

## Principals classes de grups
La gamma de grups que s'estudien s'ha expandit gradualment des dels grups de permutacions finites i exemples especials de grup de matrius fins a grups abstractes que es poden especificar a través d'una presentació per generadors i relacions.

### Grups de permutacions
La primera classe de grups que es va estudiar de forma sistemàtica varen ser els grups de permutacions. Donat qualsevol conjunt X i una col·lecció G de bijeccions de X en si mateix (conegudes com a permutacions) que és tancat sota composicions i la inversa, G és un grup actuant sobre X. Si X consta de n elements i G consisteix en totes les permutacions, G és el grup simètric Sn ; en general G és un subgrup del grup simètric de X. Una primera construcció deguda a Cayley presentava qualsevol grup com a grup de permutació, actuant sobre si mateix (X =  G) per mitjà de la representació regular per l'esquerra.
En molts casos, l'estructura d'un grup de permutació es pot estudiar fent servir les propietats de la seva acció en el conjunt corresponent. Per exemple, d'aquesta manera es demostra que per n ≥ 5, el grup alternat An  és simple, és a dir no admet subgrups normals propis. Aquest fet té un paper clau en la impossibilitat de resoldre una equació algebraica general de grau n ≥ 5 amb radicals.

### Grup de matrius
La pròxima classe important de grups es ve donat pels grups de matrius, o grups lineals. Aquí G és un conjunt de matrius invertibles d'un ordre donat n sobre un cos K que és tancat sota el producte i la inversa. Tal grup actua sobre l'espai vectorial n-dimensional Kn per transformacions lineals. Aquesta acció fa als grups de matrius conceptualment similars als grups de permutacions, i la geometria de l'acció es pot explotar de manera útil per establir propietats del grup G.

### Grups de transformacions
Els grups de permutacions i els grups de matrius són casos especials de grups de transformació: grups que actuen sobre un cert espai X conservant la seva estructura inherent. En el cas de grups de permutació X és un conjunt; pels grups de matrius X és un espai vectorial. El concepte d'un grup de transformació està estretament relacionat amb el concepte de grup de simetria: els grups de transformació freqüentment consisteixen en totes les transformacions que conserven una certa estructura.
La teoria de grups de transformació forma un pont que connecta la teoria de grups amb la geometria diferencial. Una llarga línia de recerca, que s'origina amb Lie i Klein, considera accions de grup sobre varietats per homeomorfismes o difeomorfismes. Els grups mateixos poden ser discrets o continus.

### Grups abstractes
La majoria dels grups considerats en la primera etapa del desenvolupament de teoria de grup eren "concrets", s'havien identificat a través de nombres, permutacions, o matrius. No va ser fins a finals del segle xix que la idea d'un grup abstracte com a conjunt amb operacions que satisfeien un cert sistema d'axiomes començava a prendre cos. Una manera típica d'especificar un grup abstracte és a través d'una presentació per generadors i relacions,
{\displaystyle G=\langle S|R\rangle .}
Una font significativa de grups abstractes ve donada per la construcció d'un grup factorial, o grup quocient, G/H, d'un grup G per un subgrup normal H. Els Grups de classe de cossos de nombres algebraics varen estar entre els primers exemples de grups quocients, de màxim interès en teoria de nombres. Si un grup G és un grup de permutacions en un conjunt X, el grup quocient G/H ja no actua sobre X; però la idea d'un grup abstracte permet a no preocupar-se d'aquesta discrepància.
El canvi de perspectiva des de grups concrets a grups abstractes fa que sigui natural considerar propietats de grups que són independents d'una realització particular, o en llenguatge modern, invariants sota isomorfismes, així com les classes de grups amb una propietat donada: grups finits, grups periòdics, grups simples, grups resolubles, etcètera. Més que explorar les propietats d'un grup individual, es procura establir resultats que s'apliquen a una classe sencera de grups. El paradigma va ser de gran importància per al desenvolupament de les matemàtiques: presagiava la creació de l'àlgebra abstracta en els treballs de Hilbert, Emil Artin, Emmy Noether, i matemàtics de la seva escola.

### Grups topològics i algebraics
Una elaboració important del concepte de grup es dona si G està dotat amb estructura addicional, notablement, d'un espai topològic, varietat diferenciable, o varietat algebraica. Si les operacions de grup m (multiplicació) i i (inversió),
{\displaystyle {\begin{array}{lccc}m:&G\times G&\to &G\\&(g,h)&\mapsto &gh\\\end{array}}\qquad {\begin{array}{lccc}i:&G&\to &G\\&g&\mapsto &g^{-1}\\\end{array}}}
són compatibles amb aquesta estructura, és a dir són continus, llisos o regulars (en el sentit de geometria algebraica) llavors G esdevé un grup topològic, un grup de Lie, o un grup algebraic.
La presència d'estructura extra relaciona aquests tipus de grups amb unes altres disciplines matemàtiques i significa que hi ha disponibles més eines pel seu estudi. Els grups topològics formen un camp natural per a l'anàlisi harmònica abstracta, mentre que els grups de lie són els pilars de la geometria diferencial i la teoria de la representació unitària. Certes qüestions de classificació que no es poden resoldre en general es poden enfocar i resoldre's per a subclasses especials de grups. Així, els grups de Lie connexos compactes s'han classificat completament. Hi ha una relació fructífera entre grups abstractes infinits i els grups topològics: quan sigui que un grup Γ pot ser materialitzat com a enreixat en un grup topològic G, la geometria i l'anàlisi corresponents a G produeixen resultats importants sobre Γ. Una tendència comparativament recent en teoria de grups finits explota les seves connexions amb grups topològics compactes (Grups profinits).

## Branques de la teoria de grups

### Teoria de grups finits
Durant el segle xx, els matemàtics van investigar alguns aspectes de la teoria de grups finits molt profundament, especialment la teoria local de grups finits i la teoria de grups resolubles i nilpotents. Com a conseqüència, es va aconseguir fer una classificació de grups simples finits, en el sentit que tots aquells grups simples a partir dels quals es poden construir tots els grups finits són ara coneguts.
Durant la segona meitat del segle xx, matemàtics com Chevalley i Steinberg també van estendre els límits dels anàlegs finits dels grups clàssics i d'altres grups relacionats. Una d'aquestes famílies de grups és la família de grups lineals generals sobre cossos finits.
Els grups finits sovint es donen quan es considera la simetria d'objectes matemàtics o físics, quan aquests objectes admeten només un nombre finit de transformacions que preservin l'estructura. La teoria de grups de Lie, que es pot dir que treballa amb "simetria contínua", és un camp fortament influenciat pels grups de Weyl associats. Aquests són grups finits generats per reflexions que actuen en un espai euclidià de dimensió finita. Les propietats dels grups finits poden per tant tenir un paper important en temes de la física teòrica i la química.

### Representació de grups
Que un grup G actuï en un conjunt X significa que tot element de G defineix una funció bijectiva en el conjunt X d'una forma compatible amb l'estructura de grup. Quan X té més estructura, és útil restringir aquesta noció més enllà: una representació de G en un espai vectorial V és un homomorfisme de grups:
{\displaystyle \rho :G\to \operatorname {GL} (V),}
on GL(V) està format per les transformacions lineals invertibles de V. En altres paraules, a tot element g del grup li és assignat un automorfisme ρ(g) tal que ρ(g) ∘ ρ(h) = ρ(gh) per tot h en G.
Es pot entendre aquesta definició en dues direccions, i ambdues donen lloc a dominis completament nous en matemàtiques. D'una banda, pot proporcionar informació nova sobre el grup G: sovint, l'operació de grup en G es dona de forma abstracta, però a partir de ρ, correspon a la multiplicació de matrius, que és molt explícita. D'altra banda, donat un grup ben entès que actua en un objecte complicat, això simplifica l'estudi en qüestió. Per exemple, si G és finit, se sap que V es descomponen en parts irreductibles (teorema de Maschke). Aquestes parts, alhora, es poden manipular més fàcilment que no pas V sencera (via el lema de Schur).
Donat un grup G, la teoria de representació es pregunta sobre quines representacions de G existeixen. Hi ha diferents configuracions, i els mètodes a utilitzar i els resultats que es poden obtenir són més aviat diferents en cada cas: la teoria de la representació de grups finits i la representació de grups de Lie són dos principals subdominis de la teoria. La totalitat de les representacions ve governada pels caràcters del grup. Per exemple, els polinomis de Fourier es poden interpretar com els caràcters del grup unitari U(1), el grup de nombres complexos de valor absolut 1, actuant en l'espai-L2 de funcions periòdiques.

### Teoria de Lie
Un grup de Lie és un grup que és també una varietat diferenciable, amb la propietat que les operacions de grup són compatibles amb l'estructura diferenciable. Els grups de Lie duen el nom de Sophus Lie, que va establir els fonaments de la teoria de grups de transformacions. El terme 'groupes de Lie va aparèixer per primer cop en francès l'any 1893 en la pàgina 3 de la tesi d'Arthur Tresse, estudiant de Lie.
Els grups de Lie representen la teoria més ben desenvolupada de simetria contínua d'objectes matemàtics i estructures, cosa que els converteix en eines indispensables en moltes aplicacoins de les matemàtiques contemporànies, així com en la física teòrica moderna. Proporcionen un marc natural en l'anàlisi de simtries contínues d'equacions diferencial (teoria diferencial de Galois), de la mateixa manera que els grups de permutacions s'utilitzen en la teoria de Galois per analitzar les simetries discretes d'equacions algebraiques. Una de les motivacions principals de Lie va ser l'extensió de la teoria de Galois al cas de grups de simetria contínua.

### Teoria de grups combinatòria i geomètrica

El graf de Cayley de ⟨ x, y ∣ ⟩, el grup lliure de rang 2.

Els grups es poden descriure de diferents maneres. Els grups finits es poden descriure escrivint la taula de grup que consisteix en totes les multiplicacions possibles g • h. Una manera més compacta de definir un grup és a partir de generadors i relacions, també conegut com presentació d'un grup. Donat qualsevol conjunt F de generadors {\displaystyle \{g_{i}\}_{i\in I}}, el grup lliure generat per F surjecta en el grup G. El kernel d'aquesta transformació rep el nom de subgrup de relacions, generat per algun subconjunt D. La presentació sol ser notada com {\displaystyle \langle F\mid D\rangle .} Per exemple, la presentació de grup {\displaystyle \langle a,b\mid aba^{-1}b^{-1}\rangle } descriu un grup que és isomòrfic a {\displaystyle \mathbb {Z} \times \mathbb {Z} .} Una string formada per símbols de generadors i les seves inverses repel nom de paraula.
La teoria combinatòria de grups estudia els grups des de la perspectiva de generadors i relacions. És particularment útil quan se satisfan suposicions de finitesa, per exemple grups generats finitament, o grups presentats finitament (és a dir, a més les relacions són finites). El camp fa ús de la connexió dels grafs via llurs grups fonamentals. Per exemple, es pot demostrar que tot subgrup d'un grup lliure és lliure.
Hi ha diverses preguntes que sorgeixen naturalment de donar un grup a partir de la seva presentació. El problema paraula es pregunta si dues paraules són efectivament el mateix element del grup. Relacionant el problema amb la màquina de Turing, es pot demostrar que en general no hi ha cap algorisme que solucioni aquesta tasca. Un altre problema, generalment més difícil, algorísmicament irresoluble és el problema de l'isomorfisme de grups que consisteix en determinar si dos grups donats per presentacions diferents són de fet isomòrfics. Per exemple, el grups amb presentació {\displaystyle \langle x,y\mid xyxyx=e\rangle ,} és isomòrfic al grup additiu Z d'enters, tot i que pot no sé aparent immediatament. (Si s'escriu {\displaystyle z=xy}, es té {\displaystyle G\cong \langle z,y\mid z^{3}=y\rangle \cong \langle z\rangle .})
La teoria geomètrica de grups ataca aquests problemes des d'un altre punt de vista, o bé veient els grups com objectes geomètrics, o trobant objectes geomètrics convenients sobre els quals el grup actua. La primera idea pren forma a partir del graf de Cayley, els vèrtexs del qual corresponen a elements del grup i les arestes corresponen a multiplicació per la dreta en el grup. Donats dos elements, es construeix la mètrica de paraula donada per la longitud del camí minimal entre dos elements. Un teorema de Milnor i Svarc llavors diu que donat un grup G que actua d'una manera raonable en un espai mètric X, per exemple una varietat compacata, llavors G és quasi-isomètric (és a dir, sembla similar des de la distància) a l'espai X.